# Ильченко, Сергей Александрович
Сергей Александрович Ильченко (укр. Сергій Олександрович Ільченко; 1 ноября 1977) — украинский футболист, защитник.

## Карьера
Начинал свою карьеру в запорожском «Металлурге». В начале 1998 года вместе с группой одноклубников (в числе которых был Андрей Каряка) перешел в киевский ЦСКА. Вместе с «армейцами» доходил до финала Кубка Украины, однако за три с половиной сезона Ильченко не смог пробиться в их состав, довольствуясь, в основном, играми за вторую команду.
В 2002 году защитник перешел в российский клуб «СКА-Энергия» (Хабаровск), который готовился к дебюту в первом дивизионе. Тогда с ним работал украинский специалист Олег Смолянинов, активно привлекавший в стан дальневосточников своих соотечественников. В октябре 2003 года вместе с двумя другими украинцами Алексеем Олейником и Александром Осташовым покинул команду из-за несоответствия ее уровню. Следующий сезон провел в Высшей лиге Беларуси за витебский «Локомотив». Завершил свою профессиональную карьеру на Украине в сумском «Спартаке»
На данный момент Сергей Ильченко работает тренером в ЦПЮФ «СКА-Хабаровск».

### В сборной
В составе молодежной сборной Украины принял участие в двух товарищеских матчах.
| № | Дата            | Соперник        | Счёт | Соревнование      |
| 1 | 3 сентября 1996 | Грузия (до 21)  | 3:1  | Товарищеский матч |
| 2 | 22 марта 1997   | Молдова (до 21) | 0:0  | Товарищеский матч |

## Достижения
- Финалист Кубка Украины: 1997/98.